# Hilzingen
Hilzingen är en kommun och ort i Landkreis Konstanz i regionen Schwarzwald-Baar-Heuberg i Regierungsbezirk Freiburg i förbundslandet Baden-Württemberg i Tyskland.
De tidigare kommunerna Binningen, Duchtlingen, Riedheim, Schlatt am Randen och Weiterdingen uppgick i Hilzingen mellan 1970 och 1974.